# Голова штабу оборони (Велика Британія)
Голова штабу оборони (англ. Chief of the Defence Staff) — одна з найвищих військових посад, очільник головного робочого органу управління військами Збройних сил Великої Британії, до складу якого входять найвищі посадові особи — керівники видів збройних сил Сполученого Королівства, що представляють усі основні компоненти Збройних сил країни.
Голова штабу оборони найвищий військовий радник державного секретаря з питань оборони та прем'єр-міністра Великої Британії. Його офіс знаходиться в Міністерстві оборони і він працює разом із постійним заступником державного секретаря з питань оборони, старшим державним службовцем міністерства. Голова штабу оборони є найвищим офіцером, який зараз служить у збройних силах.
Згідно з конституцією, суверен є де-юре головнокомандувачем збройних сил. Однак на практиці британський уряд де-факто здійснює королівську прерогативу та забезпечує керівництво Збройними Силами через Раду оборони Міністерства оборони, членом якої є Голова штабу оборони.
Нинішнім Головою штабу оборони є адмірал сер Тоні Радакін, який змінив генерала сера Ніка Картера в листопаді 2021 року. Начальники штабу оборони призначаються за рекомендацією держсекретаря з питань оборони прем'єр-міністру, а потім затверджуються британським монархом.

## Голови комітету начальників штабів
| #  | Фото | Ім'я (роки життя)                                                                     | Вид ЗС                               | Військове звання                   | Термін на посаді                   |
| -- | ---- | ------------------------------------------------------------------------------------- | ------------------------------------ | ---------------------------------- | ---------------------------------- |
| 1  |      | Сер Вільям Форстер Діксон (англ. William Dickson) (24 вересня 1898 — 12 вересня 1985) | Королівські Повітряні сили           | маршал Королівських повітряних сил | 1 січня — 12 липня 1959            |
| 2  |      | Лорд Луїс Маунтбеттен (англ. Louis Mountbatten) (25 червня 1900–27 серпня 1979)       | Королівський Військово-морський Флот | адмірал флоту                      | 13 липня 1959 — 15 липня 1965      |
| 3  |      | Сер Річард Халл (англ. Richard Hull) (7 травня 1907 — 17 вересня 1989)                | Британська армія                     | фельдмаршал                        | 16 липня 1965 — 4 серпня 1967      |
| 4  |      | Сер Чарльз Елворті (англ. Charles Elworthy) (23 березня 1911–4 квітня 1993)           | Королівські Повітряні Сили           | маршал Королівських повітряних сил | 4 серпня 1967 — 8 квітня 1971      |
| 5  |      | Сер Пітер Гілл-Нортон (англ. Peter Hill-Norton) (8 лютого 1915–16 травня 2004)        | Королівський Військово-морський Флот | адмірал флоту                      | 9 квітня 1971 — 21 жовтня 1973     |
| 6  |      | Сер Майкл Карвер (англ. Michael Carver) (24 квітня 1915 — 9 грудня 2001)              | Британська армія                     | фельдмаршал                        | 21 жовтня 1973 — 24 жовтня 1976    |
| 7  |      | Сер Ендрю Гампфрі (англ. Andrew Humphrey) (10 січня 1921–24 січня 1977)               | Королівські Повітряні Сили           | маршал Королівських повітряних сил | 24 жовтня 1976 — 24 січня 1977†    |
| —  |      | Сер Едвард Ешмор (англ. Edward Ashmore) (11 грудня 1919–28 квітня 2016)               | Королівський Військово-морський Флот | адмірал флоту                      | 9 лютого — 30 серпня 1977          |
| 8  |      | Сер Нейл Камерон (англ. Neil Cameron) (8 липня 1920–29 січня 1985)                    | Королівські Повітряні Сили           | маршал Королівських повітряних сил | 31 серпня 1977 — 31 серпня 1979    |
| 9  |      | Сер Теренс Левен (англ. Terence Lewin) (19 листопада 1920–23 січня 1999)              | Королівський Військово-морський Флот | адмірал флоту                      | 1 вересня 1979 — 30 вересня 1982   |
| 10 |      | Сер Едвін Брамалл (англ. Edwin Bramall) (18 грудня 1923–12 листопада 2019)            | Британська армія                     | фельдмаршал                        | 1 жовтня 1982 — 31 жовтня 1985     |
| 11 |      | Сер Джон Філдхауз (англ. John Fieldhouse) (12 лютого 1928–17 лютого 1992)             | Королівський Військово-морський Флот | адмірал флоту                      | 1 листопада 1985 — 9 грудня 1988   |
| 12 |      | Сер Девід Крейг (англ. David Craig) (нар. 17 вересня 1929)                            | Королівські Повітряні Сили           | маршал Королівських повітряних сил | 9 грудня 1988 — 1 квітня 1991      |
| 13 |      | Сер Річард Вінсент (англ. Richard Vincent) (23 серпня 1931—8 вересня 2018)            | Британська армія                     | фельдмаршал                        | 2 квітня 1991 — 31 грудня 1992     |
| 14 |      | Сер Пітер Робін Гардінг (англ. Peter Harding) (2 грудня 1933—19 серпня 2021)          | Королівські Повітряні Сили           | маршал Королівських повітряних сил | 31 грудня 1992 — 13 березня 1994   |
| 15 |      | Сер Пітер Індж (англ. Peter Inge) (5 серпня 1935 — 20 липня 2022))                    | Британська армія                     | фельдмаршал                        | 15 березня 1994 — 1 квітня 1997    |
| 16 |      | Сер Чарльз Гатрі (англ. Charles Guthrie) (17 листопада 1938)                          | Британська армія                     | генерал                            | 2 квітня 1997 — 15 лютого 2001     |
| 17 |      | Сер Майкл Бойс (англ. Michael Boyce) (2 квітня 1943—6 листопада 2022)                 | Королівський Військово-морський Флот | адмірал                            | 16 лютого 2001 — 2 травня 2003     |
| 18 |      | Сер Майкл Вокер (англ. Michael Walker) (7 липня 1944)                                 | Британська армія                     | генерал                            | 2 травня 2003 — 28 квітня 2006     |
| 19 |      | Сер Джок Стіррап (англ. Jock Stirrup) (нар.4 грудня 1949)                             | Королівські Повітряні Сили           | головний маршал повітряних сил     | 28 квітня 2006 — 29 жовтня 2010    |
| 20 |      | Сер Девід Річардс (англ. David Richards) (нар.4 березня 1952)                         | Британська армія                     | генерал                            | 29 жовтня 2010 — 18 липня 2013     |
| 21 |      | Сер Нік Гоутон (англ. Nick Houghton) (нар.18 жовтня 1954)                             | Британська армія                     | генерал                            | 18 липня 2013 — 14 липня 2016      |
| 22 |      | Сер Стюарт Піч (англ. Stuart Peach) (нар.22 лютого 1956)                              | Королівські Повітряні Сили           | головний маршал повітряних сил     | 14 липня 2016 — 11 червня 2018     |
| 23 |      | Сер Нік Картер (англ. Nick Carter) (нар.11 лютого 1959)                               | Британська армія                     | генерал                            | 11 червня 2018 — 30 листопада 2021 |
| 24 |      | Сер Ентоні Радакін (англ. Tony Radakin) (нар.10 листопада 1965)                       | Королівський Військово-морський Флот | адмірал                            | 30 листопада 2021 — по т.ч.        |